# Blechnum hieronymi
Blechnum hieronymi är en kambräkenväxtart som beskrevs av Guido Georg Wilhelm Brause. Blechnum hieronymi ingår i släktet Blechnum och familjen Blechnaceae. Inga underarter finns listade.